# Contea di Jefferson (Alabama)
La contea di Jefferson, in inglese Jefferson County, è una contea dello Stato dell'Alabama, negli Stati Uniti. La popolazione al censimento del 2000 era di 662.047 abitanti. Nel 2020 era la contea più popolosa dello Stato. Il capoluogo di contea è Birmingham.

## Geografia fisica
La contea si trova nella zona centro-settentrionale dell'Alabama. Lo United States Census Bureau certifica che l'estensione della contea è di 2.911 km², di cui 2.882 km² composti da terra e i rimanenti 29 km² composti di acqua.
All’estremità meridionale della catena degli Appalachi, la contea di Jefferson si trova all’interno delle sezioni fisiografiche dell’Altopiano di Cumberland e della Valley and Ridge.
Nella contea si trovano l'Università dell'Alabama a Birmingham e la  Samford University con sede a Homewood.

### Contee confinanti
- Contea di Blount  - nord-est
- Contea di St. Clair - est
- Contea di Shelby - sud-est
- Contea di Bibb - sud
- Contea di Tuscaloosa - sud-ovest
- Contea di Walker - nord-ovest

### Laghi, fiumi e parchi
La contea comprende i seguenti laghi, fiumi e parchi:
| Laghi | Fiumi | Parchi                               | Parchi |
| --- | --- | ------------------------------------ | ------ |
| - Griffin Lakes - Hubbards Lake - Thornton Lake - Zamora Lake - Zamora Park Lake - Rock Lakes - Miller Steam Plant Ash Pond - Coleman Lakes | - Hurricane Creek - Prescott Creek - Moulton Branch - Chicken House Creek - Valley Creek - Morgan Creek - Moore Brook - Fivemile Creek - Spring Branch | - Tannehill State Park - Zamora Park |        |

## Storia
La contea di Jefferson fu costituita il 13 dicembre 1819. Il nome le è stato dato in onore del presidente Thomas Jefferson. Il 27 aprile 2011, una violenta tempesta, che generò numerosi e potenti tornado, colpì il sud-est degli Stati Uniti. In Alabama persero la vita oltre 250 persone, tra cui 20 nella contea di Jefferson.

## Principali strade ed autostrade
| - Interstate 22 futuro - Interstate 20 - Interstate 59 - Interstate 65 - Interstate 459 | - U.S. Highway 11 - U.S. Highway 31 - U.S. Highway 78 - U.S. Highway 280 - U.S. Highway 411 | - State Route 5 - State Route 75 - State Route 79 - State Route 150 - State Route 269 |

## Società

### Evoluzione demografica
Abitanti censiti (migliaia)

## Comuni[8]
| - Adamsville - city - Argo - city - Bessemer - city - Birmingham (capoluogo) - city - Brighton - city - Brookside - town - Cardiff - town - Center Point - city | - Clay - city - Concord - cdp - County Line - town - Edgewater - cdp - Fairfield - city - Forestdale - cdp - Fultondale - city - Gardendale - city | - Grayson Valley - cdp - Graysville - city - Helena - city - Homewood - city - Hoover - city - Hueytown - city - Irondale - city - Kimberly - city | - Lake View - city - Leeds - city - Lipscomb - city - Maytown - town - McCalla - cdp - McDonald Chapel - cdp - Midfield - city - Minor - cdp | - Morris - city - Mount Olive - cdp - Mountain Brook - city - Mulga - town - North Johns - town - Pinson - city - Pleasant Grove - city - Rock Creek - cdp | - Sumiton - city - Sylvan Springs - town - Tarrant - city - Trafford - town - Trussville - city - Vestavia Hills - city - Warrior - city - West Jefferson - town |